# Komarovo
Komarovo (en ruso, Комаро́во; en finlandés, Kellomäki) es un asentamiento municipal bajo la jurisdicción del distrito Kurortny de San Petersburgo, Rusia, ubicado en el istmo de Carelia a orillas del golfo de Finlandia, y una estación del ferrocarril San Petersburgo-Výborg. Se encuentra alrededor de 45 km al noroeste del centro de San Petersburgo. Según el censo ruso de 2002 tenía 1.062 habitantes, que eran 1.635 en el censo soviético de 1989. Durante los meses de verano, la población se incrementa. El «Cementerio de la aldea de Komarovo» forma parte, con el código 540-027, del lugar Patrimonio de la Humanidad llamado «Centro histórico de San Petersburgo y conjuntos monumentales anexos». Este histórico cementerio se estableció a mediados de los años 1910, y en él se encuentran enterradas muchas figuras históricas residentes en Komarovo, entre ellos la poetisa Anna Ajmátova, el matemático Vladimir Fock o el paleontólogo y escritor Iván Yefrémov. 

## Historia

### Etapa finlandesa
Como muchas localidades del istmo de Carelia, en la línea de ferrocarril San Petersburgo-Výborg, Kellomäki se desarrolló vigorosamente a finales del siglo XIX y principios del XX, conforme crecía el auge por los centros veraniegos. El significado original de Kellomäki era «Colina de la Campana», y recibió este nombre por una campana que se encontraba sobre una colina arenosa para uso de los trabajadores del ferrocarril. La campana avisaba de la pausa para comer y del final de la jornada. Una estación de tren se abrió cerca de ese lugar el 1 de mayo de 1903, que es la fecha no oficial de la fundación de Kellomäki.
La iglesia ortodoxa rusa del Espíritu Santo fue construida en 1908, y quemada en 1917. Después de eso, una capilla casera de una de las dachas sirvió como iglesia hasta la asunción del poder por los soviéticos. En 1916, se contaban alrededor de 800 dachas en el lugar, entre ellas las del escritor Leonid Andréyev, la bailarina Mathilde Kschessinska o el joyero Peter Carl Fabergé.
El desarrollo de ciudades veraniegas en el istmo de Carelia quedó ralentizada después de la declaración de independencia de Finlandia en el año 1917. Muchas dachas se abandonaron y alrededor de 200 edificios se subastaron, desmantelaron y reconstruyeron en otras ciudades finlandesas. En Kellomäki se formó una comunidad de emigrados después de la revolución al huir a Finlandia los rusos blancos. Al comienzo de la guerra soviético-finesa, 167 familias permanecieron en la localidad; la mayoría de ellos fueron evacuados a Järvenpää durante las negociaciones sobre la frontera soviético-finesa en otoño de 1939. El 30 de noviembre de 1939, después de un bombardeo de artillería, Kellomäki se rindió a las tropas soviéticas sin combatir. Quedaron destruidos varios edificios, pero en conjunto, el daño del conjunto no fue serio.

### Etapa soviética y rusa
La ciudad fue anexionada a la Unión Soviética mediante el Tratado de Paz de Moscú (1940). Inmediatamente después de la Segunda Guerra Mundial, el Consejo de Comisarios del Pueblo emitió el decreto n.º 2638 «sobre la construcción de dachas para miembros de la «Academia de Ciencias de la URSS» y reservando unos 10 000 metros cuadrados como propiedad del personal gratuita». Las casas estándar, fabricadas en Finlandia a cargo de las reparaciones de guerra, fueron transportadas y montadas en el lugar. Kellomäki fue rebautizada como Komarovo en honor del botánico Vladímir Komarov, presidente de la academia en 1948. Se crearon igualmente establecimientos y dachas especiales para escritores, compositores, trabajadores del teatro y del cine. Se reservó tierra también para los científicos atómicos.
Al alcanzarse fácilmente desde la ciudad gracias al tren de cercanías, elektrichka, el asentamiento se convirtió en el hogar de muchas figuras prominentes en ciencias y cultura, miembtros de la intelligentsia de Leningrado. Esta tradición académica y cultural decayó en los años 1990, tras la caída de la Unión Soviética. Actualmente, los nuevos rusos y gente pudiente de San Petersburgo construyen nuevas villas aquí o rediseñan las dachas preexistentes adquiridas a antiguos residentes.
En 2005 se fundó una organización sin ánimo de lucro, el fondo «Kellomaki-Komarovo». Algunos de sus proyectos incluyen construir una nueva iglesia, abrir un museo y conservar los bosques aún desprotegidos.

## Entorno

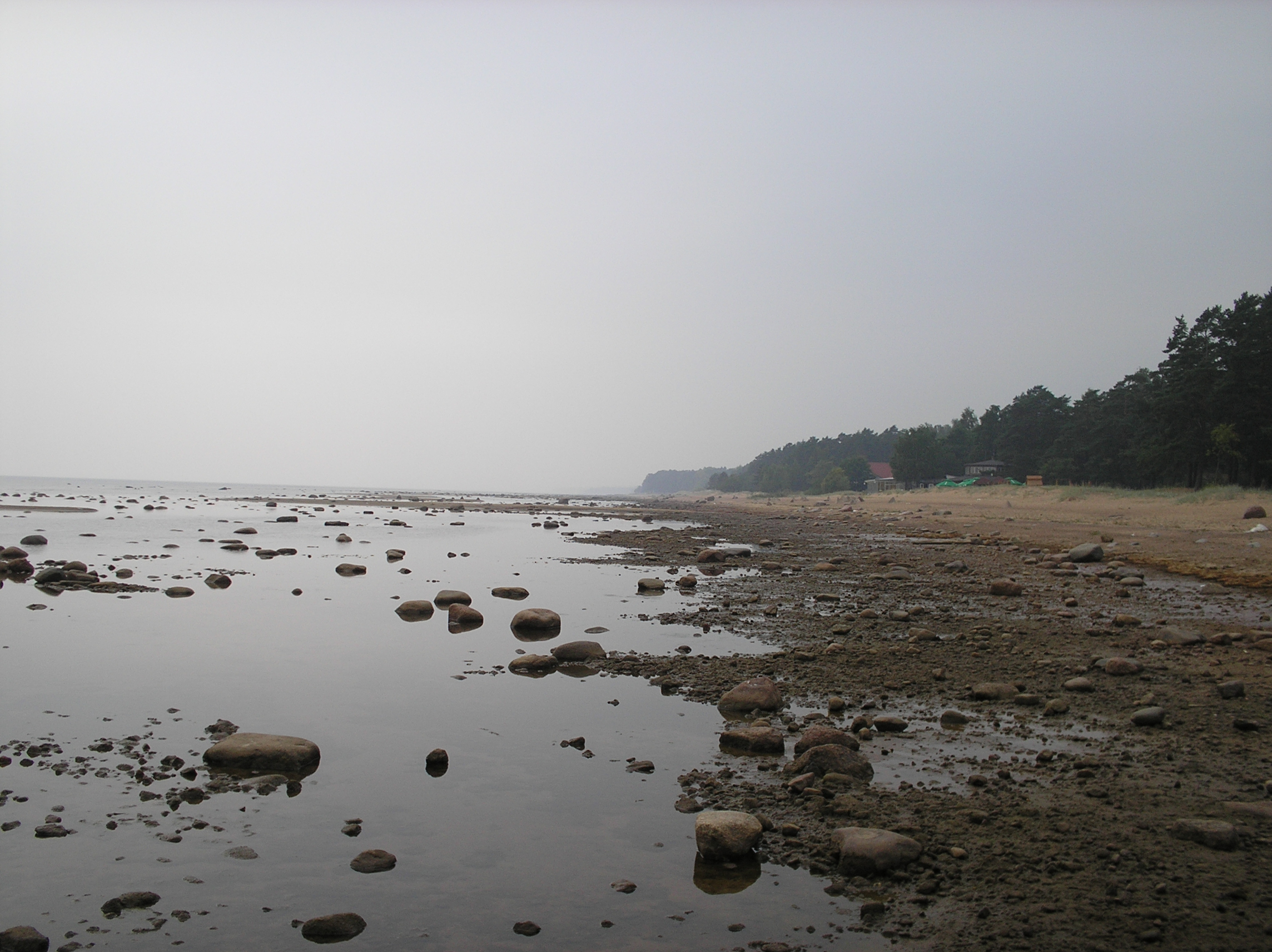

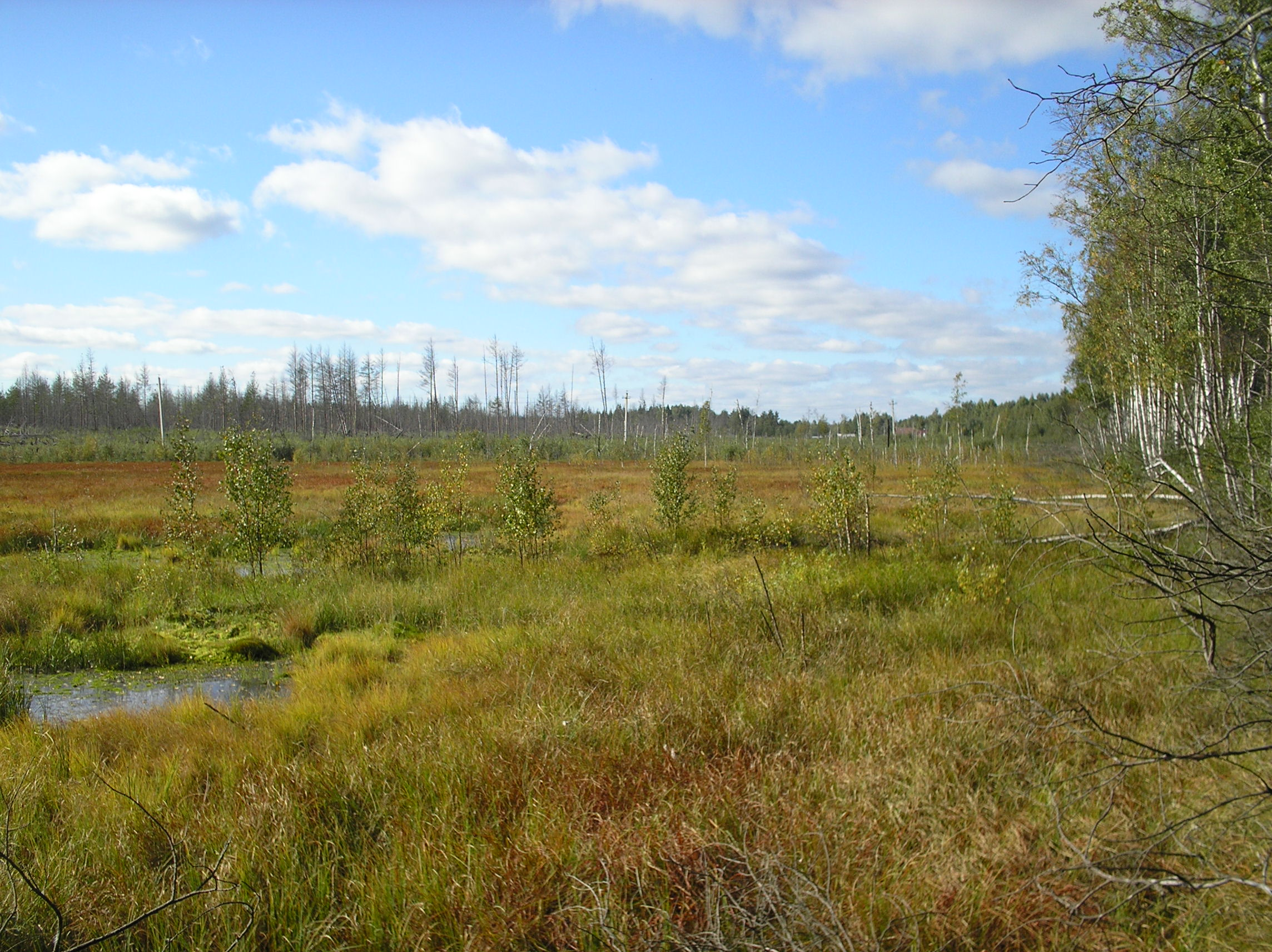

Komarovo es conocido por sus playas de arena y dunas, bosques de pino silvestre y piceas, y lagos glaciales. Sus residentes y visitantes disfrutan de esquí de fondo en el invierno, y en verano senderismo, ciclismo, pesca, así como recolección de setas silvestres, arándanos y frambuesas. Su franja costera ha sido declarada zona protegida: «Reserva Natural de la Costa de Komarovo». En los bosques que rodean Komarovo pueden verse aún restos de la Guerra de Invierno, como trincheras y búnkeres.

## Komarovo en la cultura popular
Komarovo se hizo muy conocida en toda la Unión Soviética en los ochenta por una canción popular de Igor Sklyar: На недельку, до второго, Я уеду в Комарово (Durante una semana antes del dos, me iré a Komarovo)
Letra íntegra en ruso.
La playa de Komarovo se supone que es el lugar en que se ambienta el episodio 16 de Nu, pogodí! (unos populares dibujos animados en Rusia), que también presenta la canción.